# 鳴子温泉郷

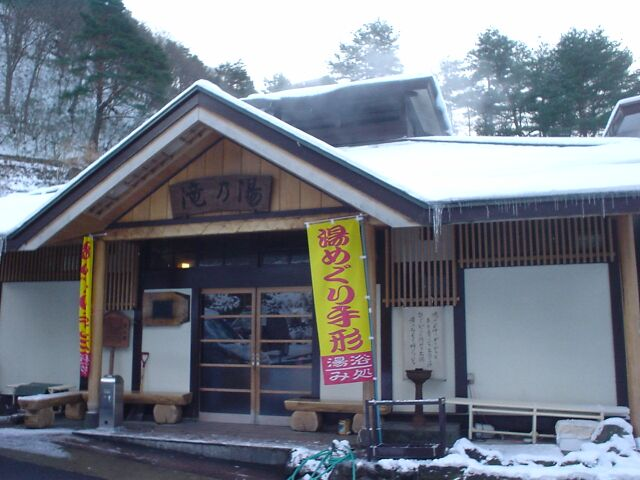
鳴子温泉共同浴場滝の湯

鳴子温泉郷（なるこおんせんきょう）は、宮城県大崎市（旧陸奥国、明治以降は陸前国）にある5つの温泉の総称（温泉郷）。日本百名湯にも選ばれている。

## 概要
鳴子温泉郷は、鳴子温泉、東鳴子温泉、川渡温泉、中山平温泉、鬼首温泉で構成される。宮城県北西部の栗駒国定公園内に位置する。
鳴子・東鳴子・川渡・中山平の4温泉は、JR陸羽東線あるいは国道47号沿いにある。一方、鬼首温泉は他の4つとは離れ、鳴子ダム北側の鬼首カルデラに点在している。
源泉数が約370あり、最も古い温泉には開湯千年の歴史をもつ。
ともに陸羽東線・国道47号沿いにある鳴子温泉郷（宮城県）と最上温泉郷（山形県の赤倉温泉および瀬見温泉）で、共通の湯めぐりチケットが発行されており、県境を越えた湯巡りをすることが出来る。

## 郷内の温泉
- 鳴子温泉
- 東鳴子温泉
- 川渡温泉（かわたび）
- 中山平温泉
- 鬼首温泉（おにこうべ。「鬼首温泉郷」と表記されることもある）

このうち、川渡温泉、中山平温泉、鬼首温泉は1960年（昭和35年）10月1日に、「奥鳴子・川渡温泉郷」として国民保養温泉地に指定されている。